# 미국 인구 조사
미국 인구 조사(United States census)는 미국의 헌법에 의해 법적으로 규정된 인구 조사이다. 10년마다 수행된다. 미국 독립 혁명 이후 첫 번째 인구 조사는 1790년 토머스 제퍼슨 국무장관의 지휘 하에 실시되었다. 그 이후로 23번의 연방 인구 조사가 있었다. 인구 조사에는 미국의 해외 영토가 포함된다. 미국 인구조사국은 인구조사 실시를 담당한다.
가장 최근의 전국 인구 조사는 2020년에 실시되었다. 다음 인구 조사는 2030년으로 예정되어 있다. 2013년부터 인구 조사국은 2020년 인구 조사부터 데이터 수집을 지원하기 위한 기술 사용에 대한 논의를 시작했다. 2020년에 모든 가구는 인터넷, 전화 또는 종이 설문지를 통해 인구 조사를 완료하라는 초대를 받았다. 10년마다 실시되는 인구 조사 사이에 수년 동안 인구 조사국은 설문 조사와 통계 모델, 특히 인구 추산 프로그램과 미국 지역 사회 조사를 사용하여 추정치를 발표한다.
미국 인구 조사는 더 이상 인구조사국의 책임이 아닌 농업 인구 조사와는 다르다. 이는 또한 일부 주나 지방 관할권에서 실시하는 지역 인구 조사와도 다르다.

## 같이 보기
- 인구 조사 지정 구역